# Canton de la Jarrie
Pour les articles homonymes, voir Jarrie (homonymie).
Le canton de la Jarrie est une circonscription électorale française située dans le département de la Charente-Maritime et la région Nouvelle-Aquitaine.
À la suite du redécoupage cantonal de 2014, le canton est remanié mais le nombre de communes du canton reste inchangé.

## Histoire
Le 29 janvier 1823, par Ordonnance du Roi, la commune de Chatelaillon est séparé du canton de la Jarrie et réunie à la commune d'Angoulins, canton Est de La Rochelle.
Un nouveau découpage territorial de la Charente-Maritime entre en vigueur en mars 2015, défini par le décret du 27 février 2014, en application des lois du 17 mai 2013 (loi organique 2013-402 et loi 2013-403). En Charente-Maritime, le nombre de cantons passe ainsi de 51 à 27.
Le canton de la Jarrie est conservé mais remanié : il regroupe toujours quatorze communes, issues des anciens cantons d'Aigrefeuille-d'Aunis (2 communes) et de La Jarrie (12 communes). Avec ce redécoupage administratif, le territoire du canton s'affranchit des limites d'arrondissements, avec 12 communes incluses dans l'arrondissement de La Rochelle et 2 communes dans l'arrondissement de Rochefort. Le bureau centralisateur est fixé à La Jarrie.

## Géographie
Ce canton est organisé autour de La Jarrie dans les arrondissements de La Rochelle et de Rochefort. Son altitude varie de 1 m (Thairé) à 51 m (Croix-Chapeau).

## Représentation

### Conseillers d'arrondissement (de 1833 à 1940)
| Période                                  | Période          | Identité                              | Étiquette    | Qualité |
| ---------------------------------------- | ---------------- | ------------------------------------- | ------------ | --- |
| 1833                                     | 1848             | Marie Jean Roy                        |              | Propriétaire à La Rochelle, maire de Saint-Rogatien                                                         |
|                                          |                  |                                       |              | |
| 1852                                     |                  | Gabriel Julliot                       |              | Agent de change à La Rochelle, ancien conseiller général                                                    |
|                                          |                  |                                       |              | |
| av.1883                                  |                  | Louis Henri Groussau (1821-1897) père | Conservateur | Boulanger, maire de La Jarrie                                                                               |
|                                          |                  |                                       |              | |
| 1892                                     | 1902 (démission) | Henri de Larocque-Latour              | Droite       | Maire de Salles                                                                                             |
| 1902                                     | 1910             | Charles Percheron                     | Républicain  | Notaire à La Jarrie                                                                                         |
| 1910                                     | 1930             | Maxime Godet                          | Radical      | Agriculteur, maire de Saint-Vivien                                                                          |
| 1930                                     | 1933             | Ernest Raimon                         | Radical      | Propriétaire à La Jarrie                                                                                    |
| 1933                                     | 1934             | Auguste Jouineau                      | Radical      | Agriculteur à Saint-Rogatien                                                                                |
| 1934                                     | 1940             | Yves Marie Cougard (1882-1955)        | URD          | Ancien médecin de marine, propriétaire à Sainte-Soulle                                                      |
| 1940                                     |                  |                                       |              | Les conseils d'arrondissement ont été suspendus par la loi du 12 octobre 1940 et n'ont jamais été réactivés |
| Les données manquantes sont à compléter. |                  |                                       |              | |

### Conseillers généraux de 1833 à 2015
| Période | Période      | Identité                            | Étiquette                      | Qualité |
| ------- | ------------ | ----------------------------------- | ------------------------------ | --- |
| 1833    | 1848         | Gabriel Julliot aîné                |                                | Agent de change à La Rochelle |
| 1848    | 1852         | Jean-Paul Godineau                  |                                | Notaire à La Jarrie |
| 1852    | 1868         | Baron Charles de Chassiron          |                                | Maître des requêtes au Conseil d'État |
| 1868    | 1883         | Charles Fournier                    | Appel au peuple (Bonapartiste) | Notaire - Maire de La Rochelle (1867-1871) Député (1876-1878)                                                                                |
| 1883    | 1889         | Maurice Pillot                      | Républicain                    | Propriétaire, Président du comice agricole de La Rochelle                                                                                    |
| 1889    | 1901         | Eugène Godin                        | Droite                         | Avocat à La Rochelle |
| 1901    | 1907         | Maurice Roy                         | Républicain                    | Médecin, propriétaire à Clavette, député (1906-1910)                                                                                         |
| 1907    | 1929 (décès) | Comte Maxime de Chérade de Montbron | Conservateur                   | Propriétaire à Buzay (La Jarne) |
| 1930    | 1933 (décès) | Maxime Godet                        | Rad.                           | Agriculteur à Saint-Vivien Conseiller d'arrondissement                                                                                       |
| 1933    | 1940         | Ernest Raimon                       | Rad.                           | Négociant en produits agricoles, propriétaire à Croix-Chapeau, La Jarrie, conseiller d'arrondissement Nommé conseiller départemental en 1943 |
|         |              |                                     |                                | |
| 1945    | 1964         | Ernest Raimon                       | DVD-RPF puis RS puis UNR       | Maire de Salles-sur-Mer |
| 1964    | 1976         | Paul Braud                          | DVD                            | Maire de Vérines |
| 1976    | 1982         | Jean Guéret (1929-2024)             | MRG                            | Maire d'Anais |
| 1982    | 1988         | Bernard Ranson (1933-2009)          | UDF-CDS                        | Maire de La Jarrie (1977-2001) |
| 1988    | 1994         | Pierre Brousteau                    | MRG                            | Maire de Sainte-Soulle (1977-1995) |
| 1994    | 2008         | André Brisson                       | PRG                            | Directeur d'école, maire de Clavette |
| 2008    | 2015         | David Baudon                        | PS                             | Cadre, maire de La Jarrie depuis 2001 |

### Conseillers départementaux à partir de 2015
| Période élective | Période élective | Mandat | Mandat   | Identité             | Nuance | Nuance | Qualité                                              |
| ---------------- | ---------------- | ------ | -------- | -------------------- | ------ | ------ | ---------------------------------------------------- |
| 2015             | 2021             | 2015   | 2021     | David Baudon         |        | DVG    | Ancien cadre, maire de La Jarrie                     |
| 2015             | 2021             | 2015   | 2021     | Line Lafougère       |        | DVG    | Maire de Vérines                                     |
| 2021             | 2028             | 2021   | en cours | David Baudon         |        | DVG    | Conseiller Départemental sortant, maire de La Jarrie |
| 2021             | 2028             | 2021   | en cours | Marie-Karine Ducrocq |        | DVG    | Développeur économique territorial, Saint-Rogatien   |

### Résultats détaillés

#### Élections de mars 2015
À l'issue du 1er tour des élections départementales de 2015, deux binômes sont en ballottage : David Baudon et Line Lafougère (DVG, 40,51 %) et Marie-Gabrielle Chupeau et Roger Gervais (Divers, 25,41 %). Le taux de participation est de 48,23 % (8 492 votants sur 17 608 inscrits) contre 50,08 % au niveau départementalet 50,17 % au niveau national.
Au second tour, David Baudon et Line Lafougère (DVG) sont élus avec 57,99 % des suffrages exprimés et un taux de participation de 44,59 % (4 017 voix pour 7 853 votants et 17 613 inscrits).

#### Élections de juin 2021
Le premier tour des élections départementales de 2021 est marqué par un très faible taux de participation (33,26 % au niveau national). Dans le canton de la Jarrie, ce taux de participation est de 31,1 % (6 221 votants sur 20 004 inscrits) contre 33,83 % au niveau départemental. À l'issue de ce premier tour, deux binômes sont en ballottage : David - Michel Baudon et Marie-Karine Ducrocq (DVG, 38,8 %) et Bertrand Ayral et Line Méode (DVG, 28,99 %).
Le second tour des élections est marqué une nouvelle fois par une abstention massive équivalente au premier tour. Les taux de participation sont de 34,3 % au niveau national, 34,56 % dans le département et 31,86 % dans le canton de la Jarrie. David - Michel Baudon et Marie-Karine Ducrocq (DVG) sont élus avec 55,1 % des suffrages exprimés (3 286 voix pour 6 381 votants et 20 027 inscrits),,.

## Composition

### Composition avant 2015

Situation du canton de la Jarrie dans le département de la Charente-Maritime avant 2015.

Le canton de la Jarrie regroupait quatorze communes.
La commune la plus peuplée du canton était Sainte-Soulle.
| Nom                   | Code Insee | Codepostal | Superficie (km2) | Population (dernière pop. légale) | Densité (hab./km2) |
| --------------------- | ---------- | ---------- | ---------------- | --------------------------------- | ------------------ |
| La Jarrie (chef-lieu) | 17194      | 17220      | 9,45             | 2 917 (2012)                      | 309                |
| Anais                 | 17007      | 17540      | 9,44             | 326 (2012)                        | 35                 |
| Bourgneuf             | 17059      | 17220      | 2,68             | 1 079 (2012)                      | 403                |
| Clavette              | 17109      | 17220      | 6,29             | 1 290 (2012)                      | 205                |
| Croix-Chapeau         | 17136      | 17220      | 4,83             | 1 197 (2012)                      | 248                |
| La Jarne              | 17193      | 17220      | 8,42             | 2 436 (2012)                      | 289                |
| Montroy               | 17245      | 17220      | 3,99             | 670 (2012)                        | 168                |
| Saint-Christophe      | 17315      | 17220      | 13,64            | 1 260 (2012)                      | 92                 |
| Saint-Médard-d'Aunis  | 17373      | 17220      | 22,53            | 1 965 (2012)                      | 87                 |
| Saint-Rogatien        | 17391      | 17220      | 5,19             | 1 956 (2012)                      | 377                |
| Sainte-Soulle         | 17407      | 17220      | 21,82            | 3 740 (2012)                      | 171                |
| Saint-Vivien          | 17413      | 17220      | 8,27             | 1 150 (2012)                      | 139                |
| Salles-sur-Mer        | 17420      | 17220      | 14,03            | 2 056 (2012)                      | 147                |
| Vérines               | 17466      | 17540      | 13,35            | 2 137 (2012)                      | 160                |

### Composition à partir de 2015
Le nouveau canton de la Jarrie comprenait quatorze communes entières à sa création.
| Nom                               | Code Insee | Intercommunalité  | Superficie (km2) | Population (dernière pop. légale) | Densité (hab./km2) | Modifier                                    |
| --------------------------------- | ---------- | ----------------- | ---------------- | --------------------------------- | ------------------ | ------------------------------------------- |
| La Jarrie (bureau centralisateur) | 17194      | CA de La Rochelle | 9,45             | 3 447 (2022)                      | 365                | modifier les données · modifier les données |
| Anais                             | 17007      | CC Aunis Sud      | 9,44             | 318 (2022)                        | 34                 | modifier les données · modifier les données |
| Bouhet                            | 17057      | CC Aunis Sud      | 15,20            | 910 (2022)                        | 60                 | modifier les données · modifier les données |
| Bourgneuf                         | 17059      | CA de La Rochelle | 2,68             | 1 441 (2022)                      | 538                | modifier les données · modifier les données |
| Clavette                          | 17109      | CA de La Rochelle | 6,29             | 1 423 (2022)                      | 226                | modifier les données · modifier les données |
| Croix-Chapeau                     | 17136      | CA de La Rochelle | 4,83             | 1 377 (2022)                      | 285                | modifier les données · modifier les données |
| La Jarne                          | 17193      | CA de La Rochelle | 8,42             | 2 591 (2022)                      | 308                | modifier les données · modifier les données |
| Montroy                           | 17245      | CA de La Rochelle | 3,99             | 940 (2022)                        | 236                | modifier les données · modifier les données |
| Saint-Christophe                  | 17315      | CA de La Rochelle | 13,64            | 1 405 (2022)                      | 103                | modifier les données · modifier les données |
| Saint-Médard-d'Aunis              | 17373      | CA de La Rochelle | 22,53            | 2 367 (2022)                      | 105                | modifier les données · modifier les données |
| Saint-Rogatien                    | 17391      | CA de La Rochelle | 5,19             | 2 394 (2022)                      | 461                | modifier les données · modifier les données |
| Sainte-Soulle                     | 17407      | CA de La Rochelle | 21,82            | 5 016 (2022)                      | 230                | modifier les données · modifier les données |
| Thairé                            | 17443      | CA de La Rochelle | 18,74            | 1 874 (2022)                      | 100                | modifier les données · modifier les données |
| Vérines                           | 17466      | CA de La Rochelle | 13,35            | 2 375 (2022)                      | 178                | modifier les données · modifier les données |
| Canton de la Jarrie               | 1706       |                   | 155,57           | 27 878 (2022)                     | 179                | modifier les données                        |

## Démographie

### Démographie avant 2015
| 1962  | 1968  | 1975   | 1982   | 1990   | 1999   | 2006   | 2011   | 2012   |
| ----- | ----- | ------ | ------ | ------ | ------ | ------ | ------ | ------ |
| 7 934 | 8 089 | 10 237 | 14 133 | 16 346 | 18 563 | 21 010 | 23 712 | 24 179 |

### Démographie depuis 2015
En 2022, le canton comptait 27 878 habitants, en évolution de +8,53 % par rapport à 2016 (Charente-Maritime : +4,04 %, France hors Mayotte : +2,11 %).
| 2013   | 2018   | 2022   |
| ------ | ------ | ------ |
| 23 928 | 26 562 | 27 878 |